# Simone Rabbi
Simone Rabbi (Bologna, 30 ottobre 2001) è un calciatore italiano, attaccante del Cittadella.

## Carriera

### Club
Rabbi è cresciuto nel settore giovanile del Bologna ed ha debuttato in prima squadra il 25 novembre 2020 nell'incontro di Coppa Italia perso 4-2 contro lo Spezia. Il 5 dicembre seguente ha esordito anche in Serie A contro l'Inter.
Il 26 agosto 2021 è stato ceduto in prestito al Piacenza in Serie C, ed il 13 settembre ha segnato il suo primo gol nella trasferta pareggiata 2-2 contro la Triestina. Il 30 giugno 2022 ha firmato un quadriennale con la SPAL, ma dopo sole due stagioni ha rescisso consensualmente con il club. Il giorno successivo ha firmato con il Cittadella.

### Nazionale
Ha giocato con la nazionale italiana Under-18.

## Statistiche

### Presenze e reti nei club
Statistiche aggiornate al 13 maggio 2025.
| Stagione        | Squadra         | Campionato      | Campionato | Campionato | Coppe nazionali | Coppe nazionali | Coppe nazionali | Coppe continentali | Coppe continentali | Coppe continentali | Altre coppe | Altre coppe | Altre coppe | Totale | Totale | Totale |
| Stagione        | Squadra         | Comp            | Pres       | Reti       | Comp            | Pres            | Reti            | Comp               | Pres               | Reti               | Comp        | Pres        | Reti        | Pres   | Reti   |        |
| --------------- | --------------- | --------------- | ---------- | ---------- | --------------- | --------------- | --------------- | ------------------ | ------------------ | ------------------ | ----------- | ----------- | ----------- | ------ | ------ | ------ |
| 2020-2021       | Bologna         | A               | 4          | 0          | CI              | 1               | 0               | -                  | -                  | -                  | -           | -           | -           | 5      | 0      |        |
| 2021-2022       | Piacenza        | C               | 33+1       | 5          | CI+CI-C         | 0+3             | 0               | -                  | -                  | -                  | -           | -           | -           | 37     | 5      |        |
| 2022-2023       | SPAL            | B               | 23         | 2          | CI              | 2               | 0               | -                  | -                  | -                  | -           | -           | -           | 25     | 2      |        |
| 2023-2024       | SPAL            | C               | 31         | 2          | CI+CI-C         | 0+1             | 0+1             | -                  | -                  | -                  | -           | -           | -           | 32     | 3      |        |
| Totale SPAL     | Totale SPAL     | Totale SPAL     | 54         | 4          |                 | 3               | 1               |                    | -                  | -                  |             | -           | -           | 57     | 5      |        |
| 2024-2025       | Cittadella      | B               | 35         | 4          | CI              | 1               | 0               | -                  | -                  | -                  | -           | -           | -           | 36     | 4      |        |
| Totale carriera | Totale carriera | Totale carriera | 126+1      | 13         |                 | 8               | 1               |                    | -                  | -                  |             | -           | -           | 135    | 14     |        |

## Palmarès

### Club

#### Competizioni giovanili
- Campionato Primavera 2: 1

Bologna: 2018-2019
- Supercoppa Primavera 2: 1

Bologna: 2019
- Torneo di Viareggio: 1

Bologna: 2019